# The Oblongs
The Oblongs, conhecido no Brasil como Os Oblongs, é uma série de animação norte-americana baseada nos personagens do livro Creepy Susie and 13 Other Tragic Tales for Troubled Children. Foi criada por Angus Oblong, responsável também pelo livro aonde a série se inspira.
Lançada inicialmente no canal Warner Bros. em 1 de Abril de 2001 e cancelada no mesmo ano. Foi uma das três séries animadas adultas da Warner Bros. exibidas pelo SBT (as outras foram Mission Hill e Baby Blues).

## Enredo
Os Oblongs retrata as aventuras e desventuras de uma família que vive perto de um pântano poluído em Hill Valley. A poluição desse pântano é causada pelos dejetos de uma fábrica que fica no alto da colina. A dona dessa fábrica é a outra família retratada no desenho. As ironias nascidas desses dois polos opostos são as principais tiradas do desenho. Ricos e pobres, belos e feios, patrões e empregados, perfeitos e deformados etc... O desenho é basicamente uma ironia a sociedade atual, com muitas tiradas de humor.

## Personagens
A família Oblong:
- Bob Oblong (voz: Will Ferrell): O pai. Não possui braços nem pernas, o que não o impede de dirigir um automóvel como qualquer outra pessoa ou tocar piano. Trabalha embalando pesticidas.

- Pickles Oblong (voz: Jean Smart): A mãe. Nasceu na colina mas casou com Bob e mudou-se para o Vale. Logo seu cabelo caiu todo e começou a beber e fumar, compulsivamente. Usa peruca e é muito magra.

- Chip and Biff Oblong (voz: Randy & Jason Sklar): Os filhos mais velhos da família com 17 anos. São gêmeos siameses mas muito distintos entre si. Biff é obsessivo por esportes e Chip é mais descontraído. Estão unidos pelas costas e tem 3 pernas, sempre brigam para ver quem fica com a perna do meio. Quando um dos dois quer ter intimidade o outro entra em coma voluntário para deixá-lo sozinho.

- Milo Francis Oblong (voz Pamela Segall Adlon): O filho do meio. Possui muitos traumas mentais e sociais, inclusive hiperativo e deficiência de atenção. Tem uma cabeça grande e com um único fio de cabelo, além de um de seus olhos ser cerrado. Milo é realmente o personagem principal.Anda sempre com uma camiseta escrita "NO."

- Beth Oblong (voz Jeannie Elias): A filha caçula. É notória por possuir um tumor rosado crescendo na cabeça. Tirando o tumor é a mais normal e carinhosa da família.

- Grammy Oblong: A mãe do Bob. Se encontra em estado vegetativo e nunca fala, apesar de sofrer de flatulências.

- Lucky Oblong: O gato da família. Fuma cigarros constantemente.

- Scottie Oblong: O cão de Milo. É narcoléptico devido ao fato de ser usado para testes na fabrica de pesticida.

Os amigos de Milo:
- Peggy Weggy (voz Becky Thyre): possui um único seio e não tem a mandíbula, o que a faz ter problemas de dicção (ela fala cuspindo).

- Helga Phugly (voz: Lea DeLaria): sofre de obesidade mórbida, possui o corpo parecido com o de um sapo, mas se engana fantasiando ser bonita, popular e amiga das Debbies.

- Creepy Susie (voz: Jeannie Elias): a gótica da turma e com tendências suicidas.

- Mikey Butts (voz: Jeannie Elias): suas nádegas são caídas, de modo que ele tem que usar um sutiã para segurá-las.

Outros personagens:
- George Klimer

- Pristine Klimer

- Jared Klimer

- Johnny "O Prefeito" Bledsoe: é o prefeito de Hillvalley. É adepto de luta livre e usa sempre uma máscara.

- As Debbies:As patricinhas do desenho,pois elas são filhas do dono da fabrica onde Bob Oblong trabalha.

- Anita Bidet: travesti, dono de um bar. É amigo e confidente de Pickles.

- Diretor Davis

- Enfermeira Rench

- James

- Sr. Leland Bergstein

- Sherife Pepper

- Homeless Bill

## Episódios
1. Amor Desajustado: Bob é informado de que sua família pode perder o plano de assistência médica, assim ele aconselha todos a pensar duas vezes antes de se machucar. Milo planeja se machucar para ser transferido da “escola de crianças especiais” para a “escola normal” com seus amigos. Assim, Helga prepara-se para feri-lo mas ele acaba conseguindo o que queria por causa da situação financeira da família. E na “escola normal” cai de amores por uma garota popular chamada Yvete;
2. Scottie Narcolépico: Milo anda muito inquieto e seus pais tentam acalmá-lo dando-lhe um bichinho de estimação. Enquanto pensam qual bichinho dar, Milo encontra um cachorrinho ferido na rua e o leva para casa. Ele volta a sorrir mas por pouco tempo pois os verdadeiros donos aparecem. E agora, o que a família vai fazer?;
3. Milos O Homem da Casa: Os habitantes de Valley estão a caça de vaga-lumes, mas por causa da poluição do ar no local, os insetos acabam morrendo. Milo e sua turma vão até a colina (escondidos!) e arrumam confusão com os garotos de lá. Mais tarde todos tentam falar com Helga mas ninguém responde na casa dela. Milo acaba descobrindo que ela foi abandonada pelos pais, e tentando consolá-la vira o “homem da casa”... só que ele começa a se sentir sufocado e não sabe como sair dessa!;
4. Cabeça de Balde: Após um vexame dos pais numa reunião da escola, Milo é debochado pelos riquinhos. Ainda mais quando num dia de chuva ele aparece de balde na cabeça! Mas ele vira referência de moda, principalmente para as Debbie’s... Mas a pessoa responsável pelo sucesso de Milo é a sua mãe Pickles, com quem ele entra em conflito e se torna outra pessoa, desprezando até os seus melhores amigos.;
5. Lave Lave, Doce Helga: Debbie (a garota popular) vai dar uma grande festa para o seu aniversário e não convida Milo e seus amiguinhos especiais. A Sra. Pickles tenta animá-los de todas as formas mas eles acabam indo para a colina e invadem a festa causando a maior confusão, ainda mais quando Helga fica presa num cano de esgoto principal de Valley e todo mundo fica sem água.;
6. Heroina Viciada: A pequena Beth está obcecada por sua heroína da TV, Velva. Quando ela vai ao shopping com os pais, faz um escândalo para ter a boneca heroína. Mas a família Oblong não está, financeiramente, em condições de comprar estes mimos... Pickles vê uma luz no fim do túnel quando aparece uma promoção no maço de cigarros para ganhar um valor em compras no shopping. Porém ela terá que ter muita sorte e pulmão para achar o cigarro premiado!
7. Debbie Desfigurada:  Milo e Debbie (a garota mais popular da escola) disputam uma vaga no conselho estudantil. Durante as apresentações dos mesmos, um incidente ocorre e para a infelicidade de Debbie, ela fica desfigurada... Sua turma começa a rejeitá-la e ela encontra consolo em Milo e seus amigos especiais.;
8. A criança de Ouro: Bob espera por uma promoção no trabalho há anos, mas se decepciona quando seu chefe debocha de suas esperanças. Enquanto isso, Milo inventa um novo refrigerante para ganhar dinheiro e ficar jogando videogame. A bebida dá tão certo que o chefe de Bob, Sr. Klimer, tenta subornar seu funcionário a fim de “pegar” a ideia para ele e comercializar.;
9. As Pequenas Amazonas: Sra. Pickles é advertida pela comunidade por negligência com sua filhinha e tem que prestar 200 horas de serviço comunitário. Ela passa a ser a orientadora de um dos grupos das escoteiras da cidade do Valley e terá que se esforçar muito para seu grupo ganhar a competição dos outros participantes.;
10. Por favor, seja genital: Desde de que se casaram Pickles e Bob nunca deixaram de ter uma noite de amor. Mas quando Bob vai participar da despedida de solteiro de um amigo do trabalho, um pequeno incidente o deixa proibido de amar sua esposa. Com medo de reação de Pickles, Bob tenta evitá-la e ela começa a achar que o marido está tendo um caso.;
11. Deixa-me Em Paz: É “dia do lixo” para os habitantes do Valley... os moradores da colina se desfazem de objetos e móveis que não usam mais. A família Oblong vai as compras e cada um trás um objeto de sua preferência, Bob por exemplo, leva uma estátua para a casa. Ele tenta colocá-la no teto com cola mas acaba causando um desastre e seus filhos Bill e Chip ficam grudados em Milos!;
12. Prazer, Robbie: A família Oblong vai ao parque de diversões da Globocide e Bob acaba tendo um pequeno acidente, desloca a mandíbula (seu instrumento de trabalho e outras coisinhas mais...). Assim, seu chefe oferece um protótipo de robô com pernas e braços para que ele venha a se sentir e fazer as coisas como todos. A novidade lhe sobe a cabeça e ele acaba deixando as pessoas mais importantes de sua vida de lado para badalar e fazer sucesso!;
13. O Pai da Propina: Bill e Chip tiram sua habilitação para dirigir mas acabam destruindo o carro num racha com os garotos da colina. Eles ficam com a consciência pesada pois o pai dependia do transporte para trabalhar. Enquanto assistem TV, passa um anúncio de leilão de carros por 50 dólares e eles pensam ter achado a solução.... Mas o carro escolhido escondia propina do prefeito Bledsoe, e isso vai custar muitas chateações para a família Oblong!